# Автострада А23 (Італія)
Автострада A23 — це італійська автомагістраль, яка з’єднує автомагістраль А4 (Турин — Трієст) біля Пальманови через Удіне до Тарвізіо та австрійський Південний автобан (A2).
Частина європейського маршруту E55, платна дорога є одним з основних транспортних сполучень між північно-східною Італією та Центральною Європою.

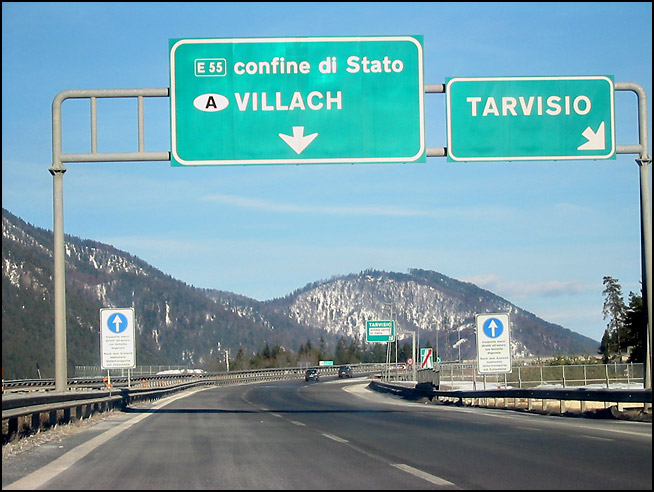
Автомагістраль A23 поблизу італійсько-австрійського кордону.

## Дивись також
- Автостради Італії